# Knud Jeppesen
Knud Jeppesen, född 15 augusti 1892 i Köpenhamn, död 14 juni 1974 i Risskov, var en dansk musikforskare och kompositör.
Jeppesen studerade musikhistoria vid Köpenhamns universitet och hos Thomas Laub samt komposition för Carl Nielsen. Jeppesen blev filosofie doktor 1922 med avhandlingen Die Dissonanzbehandlung in der Werken Palestrinas. Han var därefter lärare i teori vid konservatoriet i Köpenhamn samt organist vid Holmens Kirke. Jeppesen skrev en lärobok i kontrapunkt (1930) och utgav Der Kopenhagener Chansonier (1927).